# Без милост (2017)
Без милост (2017) (на английски: WWE No Mercy 2017) е кеч pay-per-view (PPV) турнир и WWE Network събитие, продуцирано от WWE за марката Първична сила.
Той се състоя на 24 септември 2017 г. в Стейпълс Център в Лос Анджелис, Калифорния. Това беше 13-о и последно събитие по хронологията Без милост, тъй като след КечМания 34 през 2018 г. WWE прекрати ексклузивните PPV на марката, което доведе до намаляване на годишните произведени PPV.
Осем мача се провеждат по време на събитието, включително един мач в предварителното шоу на Kickoff.
В главния мач Брок Леснар победи Браун Строуман за да запази Универсалната титла. В друг мач Роман Рейнс победи Джон Сина. В долната карта, Дийн Амброуз и Сет Ролинс победиха Сезаро и Шеймъс за да запазят Отборните титли на Първична сила и Алекса Блис победи Бейли, Ема, Ная Джакс и Саша Банкс във фатална петорка мач за да запази Титлата при жените на Първична сила.